# Różewo (Poméranie-Occidentale)
Pour la localité de Poméranie, voir Różewo.
Różewo est un village de Pologne, situé dans la gmina de Wałcz, dans le powiat de Wałcz, dans la voïvodie de Poméranie-Occidentale.

## Histoire
De 1815 à 1945, Rosenfelde fait partie de l'arrondissement de Deutsch Krone dans le district de Marienwerder au sein de la province de Prusse-Occidentale